# Mount Ayr (Iowa)
Mount Ayr és una població dels Estats Units a l'estat d'Iowa. Segons el cens del 2000 tenia 1.822 habitants.

## Demografia
Segons el cens del 2000, Mount Ayr tenia 1.822 habitants, 780 habitatges, i 492 famílies. La densitat de població era de 278,1 habitants/km².
Dels 780 habitatges en un 26,4% hi vivien nens de menys de 18 anys, en un 53,6% hi vivien parelles casades, en un 6,9% dones solteres, i en un 36,9% no eren unitats familiars. En el 34,7% dels habitatges hi vivien persones soles el 23,5% de les quals corresponia a persones de 65 anys o més que vivien soles. El nombre mitjà de persones vivint en cada habitatge era de 2,21 i el nombre mitjà de persones que vivien en cada família era de 2,82.
Per edats la població es repartia de la següent manera: un 22,1% tenia menys de 18 anys, un 6,8% entre 18 i 24, un 20,6% entre 25 i 44, un 19,7% de 45 a 60 i un 30,8% 65 anys o més.
L'edat mediana era de 46 anys. Per cada 100 dones de 18 o més anys hi havia 75,2 homes.
La renda mediana per habitatge era de 26.893 $ i la renda mediana per família de 37.188 $. Els homes tenien una renda mediana de 27.333 $ mentre que les dones 20.184 $. La renda per capita de la població era de 14.444 $. Entorn del 8,3% de les famílies i el 13,1% de la població estaven per davall del llindar de pobresa.

## Poblacions més properes
El següent diagrama mostra les poblacions més properes.